# Przywódcy państw i terytoriów zależnych w 2015
Przywódcy państw i terytoriów zależnych w 2015 – lista przywódców państw i terytoriów zależnych w roku 2015.

## Afryka
- Algieria
  - Prezydent – Abdelaziz Buteflika, Prezydenci Algierii (1999–2019)
  - Premier – Abd al-Malik Sallal, Premierzy Algierii (2014–2017)

- Angola
  - Prezydent – José Eduardo dos Santos, Prezydenci Angoli (1979–2017)

- Benin
  - Prezydent – Yayi Boni, Prezydenci Beninu (2006–2016)
  - Premier – Lionel Zinsou, Premierzy Beninu (2015–2016) (od 18 czerwca)

- Botswana
  - Prezydent – Seretse Ian Khama, Prezydenci Botswany (2008–2018)

- Brytyjskie Terytorium Oceanu Indyjskiego (terytorium zamorskie Wielkiej Brytanii)
  - Komisarz – Peter Hayes, Komisarze Brytyjskiego Terytorium Oceanu Indyjskiego (2012–2016)
  - Administrator – Tom Moody, Administratorzy Brytyjskiego Terytorium Oceanu Indyjskiego (2013–2016)

- Burkina Faso
  - Głowa państwa –
    1. Michel Kafando, Tymczasowy prezydent Burkina Faso (2014–2015)
    2. Gilbert Diendéré, Przewodniczący Rady Narodowej na rzecz Demokracji (2015)
    3. Michel Kafando, Tymczasowy prezydent Burkina Faso (2015)
    4. Roch Marc Christian Kaboré, Prezydenci Burkiny Faso (2015–2022)

  - Premier – Isaac Zida, Premierzy Burkina Faso (2014–2015 i ponownie 2015–2016)

- Burundi
  - Prezydent – Pierre Nkurunziza, Prezydenci Burundi (2005–2020)

- Czad
  - Prezydent – Idriss Déby, Prezydenci Czadu (1990–2021)
  - Premier – Kalzeubet Pahimi Deubet, Premierzy Czadu (2013–2016)

- Demokratyczna Republika Konga
  - Prezydent – Joseph Kabila, Prezydenci Demokratycznej Republiki Konga (2001–2019)
  - Premier – Augustin Matata Ponyo, Premierzy Demokratycznej Republiki Konga (2012–2016)

- Dżibuti
  - Prezydent – Ismail Omar Guelleh, Prezydenci Dżibuti (od 1999)
  - Premier – Abdoulkader Kamil Mohamed, Premierzy Dżibuti (od 2013)

- Egipt
  - Prezydent – Abd al-Fattah as-Sisi, Prezydenci Egiptu (od 2014)
  - Premier –
    1. Ibrahim Mahlab, Premierzy Egiptu (2014–2015)
    2. Szarif Isma’il, Premierzy Egiptu (2015–2018)

- Erytrea
  - Prezydent – Isajas Afewerki, Prezydenci Erytrei (od 1993)

- Etiopia
  - Prezydent – Mulatu Teshome, Prezydenci Etiopii (2013–2018)
  - Premier – Hajle Marjam Desalegne, Premierzy Etiopii (2012–2018)

- Gabon
  - Prezydent – Ali Bongo Ondimba, Prezydenci Gabonu (od 2009)
  - Premier – Daniel Ona Ondo, Premierzy Gabonu (2014–2016)

- Gambia
  - Prezydent – Yahya Jammeh, Prezydenci Gambii (1994–2017)

- Ghana
  - Prezydent – John Dramani Mahama, Prezydenci Ghany (2012–2017)

- Gwinea
  - Prezydent – Alpha Condé, Prezydenci Gwinei (2010–2021)
  - Premier –
    1. Mohamed Saïd Fofana, Premierzy Gwinei (2010–2015)
    2. Mamady Youla, Premierzy Gwinei (2015–2018)

- Gwinea Bissau
  - Prezydent – José Mário Vaz, Prezydenci Gwinei Bissau (od 2014)
  - Premier –
    1. Domingos Simoes Pereira, Premierzy Gwinei Bissau (2014–2015)
    2. Baciro Djá, Premierzy Gwinei Bissau (2015)
    3. Carlos Correia, Premierzy Gwinei Bissau (2015–2016)

- Gwinea Równikowa
  - Prezydent – Teodoro Obiang Nguema Mbasogo, Prezydenci Gwinei Równikowej (od 1979)
  - Premier – Vicente Ehate Tomi, Premierzy Gwinei Równikowej (2012–2016)

- Kamerun
  - Prezydent – Paul Biya, Prezydenci Kamerunu (od 1982)
  - Premier – Philémon Yang, Premierzy Kamerunu (2009–2019)

- Kenia
  - Prezydent – Uhuru Kenyatta, Prezydenci Kenii (od 2013)

- Komory
  - Prezydent – Ikililou Dhoinine, Prezydenci Komorów (2011–2016)

- Kongo
  - Prezydent – Denis Sassou-Nguesso, Prezydenci Konga (od 1997)

- Lesotho
  - Król – Letsie III, Królowie Lesotho (od 1996)
  - Premier –
    1. Tom Thabane, Premierzy Lesotho (2012–2015)
    2. Bethuel Pakalitha Mosisili, Premierzy Lesotho (2015–2017)

- Liberia
  - Prezydent – Ellen Johnson-Sirleaf, Prezydenci Liberii (2006–2018)

- Libia
  - Głowa państwa –
    - Akila Salih Isa, Przewodniczący Izby Reprezentantów (od 2014)
    - Nuri Abu Sahmajn, Przewodniczący Powszechnego Kongresu Narodowego (2014–2016)

  - Premier –
    - Abd Allah as-Sani, Premierzy Libii (od 2014) do 2016 r. rząd uznawany przez społeczność międzynarodową
    - Opozycyjny rząd w Trypolisie:
      1. Umar al-Hasi, Premier Rządu Powszechnego Kongresu Narodowego (2014–2015)
      2. Chalifa al-Ghuwajl, Premier Rządu Powszechnego Kongresu Narodowego (2015–2016)

- Madagaskar
  - Prezydent – Hery Rajaonarimampianina, Prezydenci Madagaskaru (2014–2018)
  - Premier –
    1. Roger Kolo, Premierzy Madagaskaru (2014–2015)
    2. Jean Ravelonarivo, Premierzy Madagaskaru (2015–2016)

- Majotta (departament zamorski Francji)
  - Prefekt – Seymour Morsy, Prefekci Majotty (2014–2016)
  - Szef rządu –
    1. Daniel Zaïdani, Przewodniczący Rady Generalnej Majotty (2011–2015)
    2. Soibahadine Ibrahim Ramadani, Przewodniczący Rady Departamentalnej Majotty (od 2015)

- Malawi
  - Prezydent – Peter Mutharika, Prezydenci Malawi (od 2014)

- Mali
  - Prezydent – Ibrahim Boubacar Keïta, Prezydenci Mali (2013–2020)
  - Premier –
    1. Moussa Mara, Premierzy Mali (2014–2015)
    2. Modibo Keïta, Premierzy Mali (2015–2017)

- Maroko
  - Król – Muhammad VI, Królowie Maroka (od 1999)
  - Premier – Abdelilah Benkirane, Premierzy Maroka (2011–2017)
  -  Sahara Zachodnia (państwo nieuznawane)
    - Prezydent – Muhammad Abd al-Aziz, Prezydenci Sahary Zachodniej (1976–2016)
    - Premier – Abd al-Kadir Talib Umar, Premierzy Sahary Zachodniej (2003–2018)

- Mauretania
  - Prezydent – Muhammad uld Abd al-Aziz, Prezydenci Mauretanii (2009–2019)
  - Premier – Jahja wuld Haddamin, Premierzy Mauretanii (2014–2018)

- Mauritius
  - Prezydent –
    1. Rajkeswur Purryag, Prezydenci Mauritiusa (2012–2015)
    2. Monique Ohsan-Bellepeau, P.o. prezydenta Mauritiusa (2015)
    3. Ameenah Gurib-Fakim, Prezydenci Mauritiusa (od 2015)

  - Premier – Anerood Jugnauth, Premierzy Mauritiusa (2014–2017)

- Mozambik
  - Prezydent –
    1. Armando Guebuza, Prezydenci Mozambiku (2005–2015)
    2. Filipe Nyusi, Prezydenci Mozambiku (od 2015)

  - Premier –
    1. Alberto Vaquina, Premierzy Mozambiku (2012–2015)
    2. Carlos Agostinho do Rosário, Premierzy Mozambiku (2015–2022)

- Namibia
  - Prezydent –
    1. Hifikepunye Pohamba, Prezydenci Namibii (2005–2015)
    2. Hage Geingob, Prezydenci Namibii (od 2015)

  - Premier –
    1. Hage Geingob, Premierzy Namibii (2012–2015)
    2. Saara Kuugongelwa-Amadhila, Premierzy Namibii (od 2015)

- Niger
  - Prezydent – Mahamadou Issoufou, Prezydenci Nigru (2011–2021)
  - Premier – Brigi Rafini, Premierzy Nigru (2011–2021)

- Nigeria
  - Prezydent –
    1. Goodluck Jonathan, Prezydenci Nigerii (2010–2015)
    2. Muhammadu Buhari, Prezydenci Nigerii (2015–2023)

- Południowa Afryka
  - Prezydent – Jacob Zuma, Prezydenci Południowej Afryki (2009–2018)

- Republika Środkowoafrykańska
  - Prezydent – Catherine Samba-Panza, P.o. prezydenta Republiki Środkowoafrykańskiej (2014–2016)
  - Premier – Mahamat Kamoun, Premierzy Republiki Środkowoafrykańskiej (2014–2016)

- Republika Zielonego Przylądka
  - Prezydent – Jorge Carlos Fonseca, Prezydenci Republiki Zielonego Przylądka (2011–2021)
  - Premier – José Maria Neves, Premierzy Republiki Zielonego Przylądka (2001–2016)

- Reunion (departament zamorski Francji)
  - Prefekt – Dominique Sorain, Prefekci Reunionu (2014–2017)
  - Przewodniczący Rady Regionalnej – Didier Robert, Przewodniczący Rady Regionalnej Reunionu (od 2010)
  - Przewodniczący Rady Generalnej – Nassimah Dindar, Przewodniczący Rady Generalnej Reunionu (2004–2015)
  - Przewodniczący Rady Departamentalnej – Nassimah Dindar, Przewodniczący Rady Departamentalnej (od 2015)

- Rwanda
  - Prezydent – Paul Kagame, Prezydenci Rwandy (od 2000)
  - Premier – Anastase Murekezi, Premierzy Rwandy (2014–2017)

- Senegal
  - Prezydent – Macky Sall, Prezydenci Senegalu (od 2012)
  - Premier – Mohamed Dionne, Premierzy Senegalu (2014–2019)

- Seszele
  - Prezydent – James Michel, Prezydenci Seszeli (2004–2016)

- Sierra Leone
  - Prezydent – Ernest Bai Koroma, Prezydenci Sierra Leone (2007–2018)

- Somalia
  - Prezydent – Hassan Sheikh Mohamud, Prezydenci Somalii (2012–2017)
  - Premier – Omar Abdirashid Ali Sharmarke, Premierzy Somalii (2014–2017)
  -  Somaliland (państwo nieuznawane)
    - Prezydent – Ahmed M. Mahamoud Silanyo, Prezydenci Somalilandu (2010–2017)

  -  Puntland (autonomiczna republika w ramach Somalii)
    - Prezydent – Abdiweli Mohamed Ali, Prezydenci Puntlandu (2014–2019)

  -  Galmudug (autonomiczna republika w ramach Somalii)
    - Prezydent –
      1. Abdi Hasan Awale Qeybdiid, Prezydenci Galmudugu (2012–2015)
      2. Abdikarim Husajn Guled, Prezydenci Galmudugu (od 2015)

- Suazi
  - Król – Mswati III, Królowie Suazi (od 1986)
  - Premier – Barnabas Sibusiso Dlamini, Premierzy Suazi (od 2008)

- Sudan
  - Prezydent – Umar al-Baszir, Prezydenci Sudanu (od 1989)

- Sudan Południowy
  - Prezydent – Salva Kiir Mayardit, Prezydenci Sudanu Południowego (od 2005)

- Tanzania
  - Prezydent –
    1. Jakaya Kikwete, Prezydenci Tanzanii (2005–2015)
    2. John Magufuli, Prezydenci Tanzanii (od 2015)

  - Premier –
    1. Mizengo Pinda, Premierzy Tanzanii (2008–2015)
    2. Kassim Majaliwa, Premierzy Tanzanii (od 2015)

- Togo
  - Prezydent – Faure Gnassingbé, Prezydenci Togo (od 2005)
  - Premier –
    1. Kwesi Ahoomey-Zunu, Premierzy Togo (2012–2015)
    2. Komi Sélom Klassou, Premierzy Togo (od 2015)

- Tunezja
  - Prezydent – Al-Badżi Ka’id as-Sibsi, prezydenci Tunezji (2014–2019)
  - Premier –
    1. Mahdi Dżuma, Premierzy Tunezji (2014–2015)
    2. Al-Habib as-Sid, Premierzy Tunezji (2015–2016)

- Uganda
  - Prezydent – Yoweri Museveni, Prezydenci Ugandy (od 1986)
  - Premier – Ruhakana Rugunda, Premierzy Ugandy (od 2014)

- Wybrzeże Kości Słoniowej
  - Prezydent – Alassane Ouattara, Prezydenci Wybrzeża Kości Słoniowej (od 2010)
  - Premier – Daniel Kablan Duncan, Premierzy Wybrzeża Kości Słoniowej (2012–2017)

- Wyspa Świętej Heleny, Wyspa Wniebowstąpienia i Tristan da Cunha (terytorium zamorskie Wielkiej Brytanii)
  - Gubernator – Mark Andrew Capes, Gubernatorzy Wyspy Świętej Heleny, Wyspy Wniebowstąpienia i Tristan da Cunha (2011–2016)

- Wyspy Świętego Tomasza i Książęca
  - Prezydent – Manuel Pinto da Costa, Prezydenci Wysp Świętego Tomasza i Książęcej (2011–2016)
  - Premier – Patrice Trovoada, Premierzy Wysp Świętego Tomasza i Książęcej (od 2014)

- Zambia
  - Prezydent –
    1. Guy Scott, P.o. prezydenta Zambii (2014–2015)
    2. Edgar Lungu, Prezydenci Zambii (2015–2021)

- Zimbabwe
  - Prezydent – Robert Mugabe, Prezydenci Zimbabwe (1987–2017)

## Azja
- Afganistan
  - Prezydent – Aszraf Ghani, Prezydenci Afganistanu (2014–2021)
  - Szef rządu – Abdullah Abdullah, Szefowie rządu Afganistanu (2014–2020)

- Akrotiri (brytyjska suwerenna baza wojskowa w południowej części Cypru)
  - Administrator –
    1. Richard Cripwell, Administratorzy Akrotiri i Dhekelii (2013–2015)
    2. Michael Wigston, Administratorzy Akrotiri i Dhekelii (od 2015)

- Arabia Saudyjska
  - Król –
    1. Abd Allah ibn Abd al-Aziz Al Su’ud, Królowie Arabii Saudyjskiej (2005–2015)
    2. Salman ibn Abd al-Aziz Al Su’ud, Królowie Arabii Saudyjskiej (od 2015)

- Armenia
  - Prezydent – Serż Sarkisjan, Prezydenci Armenii (2008–2018)
  - Premier – Howik Abrahamian, Premierzy Armenii (2014–2016)

- Azerbejdżan
  - Prezydent – İlham Əliyev, Prezydenci Azerbejdżanu (od 2003)
  - Premier – Artur Rasizadə, Premierzy Azerbejdżanu (2003–2018)
  -  Górski Karabach (państwo nieuznawane)
    - Prezydent – Bako Sahakian, Prezydenci Górskiego Karabachu (od 2007)
    - Premier – Arajik Harutiunian, Premierzy Górskiego Karabachu (od 2007)

- Bahrajn
  - Król – Hamad ibn Isa Al Chalifa, Królowie Bahrajnu (od 1999)
  - Premier – Chalifa ibn Salman Al Chalifa, premier Bahrajnu (od 1971)

- Bangladesz
  - Prezydent – Abdul Hamid, Prezydenci Bangladeszu (od 2013)
  - Premier – Sheikh Hasina Wajed, Premierzy Bangladeszu (od 2009)

- Bhutan
  - Król – Jigme Khesar Namgyel Wangchuck, Królowie Bhutanu (od 2006)
  - Premier – Tshering Tobgay, Premierzy Bhutanu (od 2013)

- Brunei
  - Sułtan – Hassanal Bolkiah, Sułtani Brunei (od 1967)

- Chiny
  - Sekretarz generalny KPCh – Xi Jinping, Sekretarze Generalni Komunistycznej Partii Chin (od 2012)
  - Przewodniczący ChRL – Xi Jinping, Przewodniczący Chińskiej Republiki Ludowej (od 2013)
  - Premier – Li Keqiang, Premierzy Chińskiej Republiki Ludowej (2013–2023)
  - Przewodniczący CKW KC KPCh – Xi Jinping, Przew. Centralnej Komisji Wojskowej Komitetu Centralnego KPCh (od 2012)

- Cypr
  - Prezydent – Nikos Anastasiadis, Prezydenci Cypru (od 2013)
  -  Cypr Północny (państwo nieuznawane)
    - Prezydent –
      1. Derviş Eroğlu, Prezydenci Cypru Północnego (2010–2015)
      2. Mustafa Akıncı, Prezydenci Cypru Północnego (od 2015)

    - Premier –
      1. Özkan Yorgancıoğlu, Premierzy Cypru Północnego (2013–2015)
      2. Ömer Kalyoncu, Premierzy Cypru Północnego (2015–2016)

- Dhekelia (brytyjska suwerenna baza wojskowa w południowo-wschodniej części Cypru)
  -     1. Richard Cripwell, Administratorzy Akrotiri i Dhekelii (2013–2015)
    2. Michael Wigston, Administratorzy Akrotiri i Dhekelii (od 2015)

- Filipiny
  - Prezydent – Benigno Aquino, Prezydenci Filipin (2010–2016)

- Gruzja
  - Prezydent – Giorgi Margwelaszwili, Prezydenci Gruzji (2013–2018)
  - Premier –
    1. Irakli Garibaszwili, Premierzy Gruzji (2013–2015)
    2. Giorgi Kwirikaszwili, Premierzy Gruzji (2015–2018)

  -  Abchazja (państwo nieuznawane)
    - Prezydent – Raul Chadżymba, Prezydenci Abchazji (od 2014)
    - Premier –

    1. Biesłan Butba, Premierzy Abchazji (2014–2015)
    2. Szamil Adzynba, P.o. premiera Abchazji (2015)
    3. Artur Mikwabija, Premierzy Abchazji (2015–2016)

  -  Osetia Południowa (państwo nieuznawane)
    - Prezydent – Leonid Tibiłow, Prezydenci Osetii Południowej (2012–2017)
    - Premier – Domienti Kułumbiegow, Premierzy Osetii Południowej (od 2014)

- Indie
  - Prezydent – Pranab Mukherjee, Prezydenci Indii (2012–2017)
  - Premier – Narendra Modi, Premierzy Indii (od 2014)

- Indonezja
  - Prezydent – Joko Widodo, prezydenci Indonezji (od 2014)

- Irak
  - Prezydent – Muhammad Fu’ad Masum Haurami, Prezydenci Iraku (2014–2018)
  - Premier – Hajdar Dżawad al-Abadi, Premierzy Iraku (2014–2018)
  -  Państwo Islamskie (państwo nieuznawane) także w Syrii
    - Kalif – Abu Bakr al-Baghdadi, Kalifowie Państwa Islamskiego (2014–2019)

- Iran
  - Najwyższy przywódca – Ali Chamenei, Najwyżsi przywódcy Iranu (od 1989)
  - Prezydent – Hasan Rouhani, Prezydenci Iranu (2013–2021)

- Izrael
  - Prezydent – Re’uwen Riwlin, Prezydent Izraela (2014–2021)
  - Premier – Binjamin Netanjahu, Premierzy Izraela (2009–2021)
  -  Palestyna (państwo nieuznawane)
    - Prezydent – Mahmud Abbas, Prezydenci Autonomii Palestyńskiej (od 2005)
    - Premier – Rami Hamd Allah, Premierzy Autonomii Palestyńskiej (2013–2019)

- Japonia
  - Cesarz – Akihito, Cesarze Japonii (1989–2019)
  - Premier – Shinzō Abe, Premierzy Japonii (2012–2020)

- Jemen
  - Prezydent – Abd Rabbuh Mansur Hadi, Prezydenci Jemenu (2012–2015 i ponownie od 2015)
  - Premier – Chalid Bahah, Premierzy Jemenu (2014–2015 i ponownie 2015–2016)
  - Naczelny Komitet Rewolucyjny Jemenu
    - Głowa Państwa – Muhammad Ali al-Husi, Przewodniczący Naczelnego Komitetu Rewolucyjnego Jemenu (2015–2016) od 6 lutego

- Jordania
  - Król – Abdullah II, Królowie Jordanii (od 1999)
  - Premier – Abd Allah an-Nusur, Premierzy Jordanii (2012–2016)

- Kambodża
  - Król – Norodom Sihamoni, Królowie Kambodży (od 2004)
  - Premier – Hun Sen, Premierzy Kambodży (1985–2023)

- Katar
  - Emir – Tamim ibn Hamad Al Sani, Emirowie Kataru (od 2013)
  - Premier – Abd Allah ibn Nasir ibn Chalifa Al Sani, Premierzy Kataru (od 2013)

- Kazachstan
  - Prezydent – Nursułtan Nazarbajew, Prezydenci Kazachstanu (1990–2019)
  - Premier – Karim Masimow, Premierzy Kazachstanu (2014–2016)

- Kirgistan
  - Prezydent – Ałmazbek Atambajew, Prezydenci Kirgistanu (2011–2017)
  - Premier –
    1. Dżoomart Otorbajew, Premierzy Kirgistanu (2014–2015)
    2. Temir Sarijew, Premierzy Kirgistanu (2015–2016)

- Korea Południowa
  - Prezydent – Park Geun-hye, Prezydenci Korei Południowej (2013–2017)
  - Premier –
    1. Jung Hong-won, Premierzy Korei Południowej (2013–2015)
    2. Lee Wan-koo, Premierzy Korei Południowej (2015)
    3. Choi Kyoung-hwan, P.o. premiera Korei Południowej (2015)
    4. Hwang Kyo-ahn, Premierzy Korei Południowej (2015–2017)

- Korea Północna
  - Szef partii komunistycznej – Kim Dzong Un, Pierwszy Sekretarz Partii Pracy Korei (od 2011)
  - Głowa państwa – Kim Yŏng Nam, Przewodniczący Prezydium Najwyższego Zgromadzenia Ludowego KRLD (1998–2019)
  - Premier – Pak Pong Ju, Premierzy Korei Północnej (2013–2019)

- Kuwejt
  - Emir – Sabah al-Ahmad al-Dżabir as-Sabah, Emirowie Kuwejtu (2006–2020)
  - Premier – Dżabir Mubarak al-Hamad as-Sabah, Premierzy Kuwejtu (2011–2019)

- Laos
  - Sekretarz Generalny KC LPL-R – Choummaly Sayasone, Sekretarze Generalni Komitetu Centralnego Laotańskiej Partii Ludowo-Rewolucyjnej (2006–2016)
  - Prezydent – Choummaly Sayasone, Prezydenci Laosu (2006–2016)
  - Premier – Thongsing Thammavong, Premierzy Laosu (2010–2016)

- Liban
  - Prezydent – Tammam Salam, P.o. prezydenta Libanu (2014–2016)
  - Premier – Tammam Salam, Premierzy Libanu (2014–2016)

- Malediwy
  - Prezydent – Abdullah Jamin, Prezydenci Malediwów (od 2013)

- Malezja
  - Monarcha – Tuanku Abdul Halim, Yang di-Pertuan Agong Malezji (2011–2016)
  - Premier – Najib Tun Razak, Premierzy Malezji (2009–2018)

- Mjanma
  - Prezydent – Thein Sein, Prezydenci Mjanmy (2011–2016)

- Mongolia
  - Prezydent – Cachiagijn Elbegdordż, Prezydenci Mongolii (2009–2017)
  - Premier – Czimedijn Sajchanbileg, Premierzy Mongolii (2014–2016)

- Nepal
  - Prezydent –
    1. Ram Baran Yadav, Prezydenci Nepalu (2008–2015)
    2. Bidhya Devi Bhandari, Prezydenci Nepalu (od 2015)

  - Premier –
    1. Sushil Koirala, Premierzy Nepalu (2014–2015)
    2. Khadga Prasad Sharma Oli, Premierzy Nepalu (2015–2016)

- Oman
  - Sułtan – Kabus ibn Sa’id, Sułtani Omanu (od 1970)

- Pakistan
  - Prezydent – Mamnun Husajn, Prezydenci Pakistanu (2013–2018)
  - Premier – Nawaz Sharif, Premierzy Pakistanu (2013–2017)

- Singapur
  - Prezydent – Tony Tan Keng Yam, Prezydenci Singapuru (2011–2017)
  - Premier – Lee Hsien Loong, Premierzy Singapuru (od 2004)

- Sri Lanka
  - Prezydent –
    1. Mahinda Rajapaksa, Prezydenci Sri Lanki (2005–2015)
    2. Maithripala Sirisena, Prezydenci Sri Lanki (od 2015)

  - Premier –
    1. D.M. Jayaratne, Premierzy Sri Lanki (2010–2015)
    2. Ranil Wickremesinghe, Premierzy Sri Lanki (od 2015)

- Syria
  - Prezydent – Baszszar al-Asad, Prezydenci Syrii (od 2000)
  - Premier – Wa’il al-Halki, Premierzy Syrii (2012–2016)
    -  Syryjska Koalicja Narodowa na rzecz Opozycji i Sił Rewolucyjnych
      - Prezydent –
        1. Hadi al-Bahra, Przewodniczący Syryjskiej Koalicji Narodowej na rzecz Opozycji i Sił Rewolucyjnych (2014–2015)
        2. Chaled Chodża, Przewodniczący Syryjskiej Koalicji Narodowej na rzecz Opozycji i Sił Rewolucyjnych (2015–2016)

      - Premier – Ahmad Salih Tuma, Premierzy powstańczej Syryjskiej Koalicji Narodowej (2013–2016)

- Tadżykistan
  - Prezydent – Emomali Rahmon, Prezydenci Tadżykistanu (od 1992)
  - Premier – Kohir Rasulzoda, Premierzy Tadżykistanu (od 2013)

- Tajlandia
  - Król – Bhumibol Adulyadej, Królowie Tajlandii (1946–2016)
  - Premier – Prayuth Chan-ocha, Premierzy Tajlandii (od 2014) szef Narodowej Rady Pokoju i Utrzymania Porządku

- Tajwan (państwo częściowo uznawane)
  - Prezydent – Ma Ying-jeou, Prezydenci Republiki Chińskiej (2008–2016)
  - Premier – Mao Chi-kuo, Premierzy Republiki Chińskiej (2014–2016)

- Timor Wschodni
  - Prezydent – Taur Matan Ruak, Prezydenci Timoru Wschodniego (2012–2017)
  - Premier –
    1. Xanana Gusmão, Premierzy Timoru Wschodniego (2007–2015)
    2. Rui Maria de Araújo, Premierzy Timoru Wschodniego (2015–2017)

- Turcja
  - Prezydent – Recep Tayyip Erdoğan, prezydenci Turcji (od 2014)
  - Premier – Ahmet Davutoğlu, Premierzy Turcji (2014–2016)

- Turkmenistan
  - Prezydent – Gurbanguly Berdimuhamedow, Prezydenci Turkmenistanu (2006–2022)

- Uzbekistan
  - Prezydent – Islom Karimov, Prezydenci Uzbekistanu (1990–2016)
  - Premier – Shavkat Mirziyoyev, Premierzy Uzbekistanu (2003–2016)

- Wietnam
  - Sekretarz Generalny KC KPW – Nguyễn Phú Trọng, Sekretarze Generalni Komitetu Centralnego Komunistycznej Partii Wietnamu (od 2011)
  - Prezydent – Trương Tấn Sang, Prezydenci Wietnamu (2011–2016)
  - Premier – Nguyễn Tấn Dũng, Premierzy Wietnamu (2006–2016)

- Zjednoczone Emiraty Arabskie
  - Prezydent – Chalifa ibn Zajid Al Nahajjan, Prezydenci Zjednoczonych Emiratów Arabskich (2004–2022)
  - Premier – Muhammad ibn Raszid Al Maktum, Premierzy Zjednoczonych Emiratów Arabskich (od 2006)

## Europa
- Albania
  - Prezydent – Bujar Nishani, Prezydenci Albanii (2012–2017)
  - Premier – Edi Rama, Premierzy Albanii (od 2013)

- Andora
  - Monarchowie
    - Współksiążę francuski – François Hollande, Współksiążę francuski Andory (2012–2017)
      - Przedstawiciel –
        1. Sylvie Hubac (2012–2015)
        2. Thierry Lataste (2015–2016)

    - Współksiążę episkopalny – Joan Enric Vives Sicília, Współksiążę episkopalny Andory (od 2003)
      - Przedstawiciel – Josep Maria Mauri (od 2012)

  - Premier –
    1. Antoni Martí, Premierzy Andory (2011–2015)
    2. Gilbert Saboya Sunyé, P.o. premiera Andory (2015)
    3. Antoni Martí, Premierzy Andory (2015–2019)

- Austria
  - Prezydent – Heinz Fischer, Prezydenci Austrii (2004–2016)
  - Kanclerz – Werner Faymann, Kanclerze Austrii (2008–2016)

- Belgia
  - Król – Filip I, Królowie Belgów (od 2013)
  - Premier – Charles Michel, Premierzy Belgii (2014–2019)

- Białoruś
  - Prezydent – Alaksandr Łukaszenka, Prezydenci Białorusi (od 1994)
  - Premier – Andriej Kobiakow, Premierzy Białorusi (2014–2018)

- Bośnia i Hercegowina
  - Głowa państwa – Prezydium Republiki Bośni i Hercegowiny
    - przedstawiciel Serbów – Mladen Ivanić (2014–2018), Przewodniczący Prezydium Republiki Bośni i Hercegowiny (2014–2015)
    - przedstawiciel Chorwatów – Dragan Čović (2014–2018), Przewodniczący Prezydium Republiki Bośni i Hercegowiny (2015–2016)
    - przedstawiciel Boszniaków – Bakir Izetbegović (2010–2018),

  - Premier –
    1. Vjekoslav Bevanda, Premierzy Bośni i Hercegowiny (2012–2015)
    2. Denis Zvizdić, Premierzy Bośni i Hercegowiny (od 2015)

  - Wysoki Przedstawiciel – Valentin Inzko, Wysoki Przedstawiciel dla Bośni i Hercegowiny (od 2009)

- Bułgaria
  - Prezydent – Rosen Plewneliew, Prezydenci Bułgarii (2012–2017)
  - Premier – Bojko Borisow, Premierzy Bułgarii (2014–2017)

- Chorwacja
  - Prezydent –
    1. Ivo Josipović, Prezydenci Chorwacji (2010–2015)
    2. Kolinda Grabar-Kitarović, Prezydenci Chorwacji (od 2015)

  - Premier – Zoran Milanović, Premierzy Chorwacji (2011–2016)

- Czarnogóra
  - Prezydent – Filip Vujanović, Prezydenci Czarnogóry (od 2003)
  - Premier – Milo Đukanović, Premierzy Czarnogóry (2012–2016)

- Czechy
  - Prezydent – Miloš Zeman, Prezydenci Czech (od 2013)
  - Premier – Bohuslav Sobotka, Premierzy Czech (2014–2017)

- Dania
  - Król – Małgorzata II, Królowie Danii (1972–2024)
  - Premier –
    1. Helle Thorning-Schmidt, Premierzy Danii (2011–2015)
    2. Lars Løkke Rasmussen, Premierzy Danii (2015–2019)

  -  Wyspy Owcze (Autonomiczne terytorium Królestwa Danii)
    - Królewski administrator Dan Michael Knudsen, Królewscy administratorzy Wysp Owczych (od 2008)
    - Premier Kaj Leo Johannesen, Premierzy Wysp Owczych (2008–2015)
    - Premier Aksel V. Johannesen, Premierzy Wysp Owczych (od 2015)

- Estonia
  - Prezydent – Toomas Hendrik Ilves, Prezydenci Estonii (2006–2016)
  - Premier – Taavi Rõivas, Premierzy Estonii (2014–2016)

- Finlandia
  - Prezydent – Sauli Niinistö, Prezydenci Finlandii (od 2012)
  - Premier –
    1. Alexander Stubb, Premierzy Finlandii (2014–2015)
    2. Juha Sipilä, Premierzy Finlandii (2015–2019)

- Francja
  - Prezydent – François Hollande, prezydenci Francji (2012–2017)
  - Premier – Manuel Valls, Premierzy Francji (2014–2016)

- Grecja
  - Prezydent –
    1. Karolos Papulias, Prezydenci Grecji (2005–2015)
    2. Prokopis Pawlopulos, Prezydenci Grecji (od 2015)

  - Premier –
    1. Andonis Samaras, Premierzy Grecji (2012–2015)
    2. Aleksis Tsipras, Premierzy Grecji (2015)
    3. Wasiliki Tanu, P.o. premiera Grecji (2015)
    4. Aleksis Tsipras, Premierzy Grecji (2015–2019)

- Hiszpania
  - Król – Filip VI, Królowie Hiszpanii (od 2014)
  - Premier – Mariano Rajoy, Premierzy Hiszpanii (2011–2018)

- Holandia
  - Król – Wilhelm Aleksander, Królowie Niderlandów (od 2013)
  - Premier – Mark Rutte, Premierzy Holandii (od 2010)

- Irlandia
  - Prezydent – Michael D. Higgins, Prezydenci Irlandii (od 2011)
  - Premier – Enda Kenny, Premierzy Irlandii (2011–2017)

- Islandia
  - Prezydent – Ólafur Ragnar Grímsson, Prezydenci Islandii (1996–2016)
  - Premier – Sigmundur Davíð Gunnlaugsson, Premierzy Islandii (2013–2016)

- Liechtenstein
  - Książę – Jan Adam II, Książęta Liechtensteinu (od 1989)
  - Regent – Alojzy (od 2004)
  - Premier – Adrian Hasler, Premierzy Liechtensteinu (od 2013)

- Litwa
  - Prezydent – Dalia Grybauskaitė, Prezydenci Litwy (2009–2019)
  - Premier – Algirdas Butkevičius, Premierzy Litwy (2012–2016)

- Luksemburg
  - Wielki książę – Henryk, Wielcy książęta Luksemburga (od 2000)
  - Premier – Xavier Bettel, Premierzy Luksemburga (od 2013)

- Łotwa
  - Prezydent –
    1. Andris Bērziņš, Prezydenci Łotwy (2011–2015)
    2. Raimonds Vējonis, Prezydenci Łotwy (od 2015)

  - Premier – Laimdota Straujuma, Premierzy Łotwy (2014–2016)

- Macedonia
  - Prezydent – Ǵorge Iwanow, Prezydenci Macedonii (2009–2019)
  - Premier – Nikoła Gruewski, Premierzy Macedonii (2006–2016)

- Malta
  - Prezydent – Marie-Louise Coleiro Preca, Prezydenci Malty (od 2014)
  - Premier – Joseph Muscat, Premierzy Malty (od 2013)

- Mołdawia
  - Prezydent – Nicolae Timofti, Prezydenci Mołdawii (2012–2016)
  - Premier –
    1. Iurie Leancă, Premierzy Mołdawii (2013–2015)
    2. Chiril Gaburici, Premierzy Mołdawii (2015)
    3. Natalia Gherman, P.o. premiera Mołdawii (2015)
    4. Valeriu Streleț, Premierzy Mołdawii (2015)
    5. Gheorghe Brega, P.o. premiera Mołdawii (2015–2016)

  -  Naddniestrze (państwo nieuznawane)
    - Prezydent – Jewgienij Szewczuk, Prezydenci Naddniestrza (2011–2016)
    - Premier –

    1. Tatjana Turanska, Premierzy Naddniestrza (2013–2015)
    2. Maija Parnas, P.o. premiera Naddniestrza (2015)
    3. Pawieł Prokudin, Premierzy Naddniestrza (2015–2016)

- Monako
  - Książę – Albert II, Książęta Monako (od 2005)
  - Minister stanu – Michel Roger, Ministrowie stanu Monako (2010–2016)

- Niemcy
  - Prezydent – Joachim Gauck, prezydenci Niemiec (2012–2017)
  - Kanclerz – Angela Merkel, Kanclerze Niemiec (2005–2021)

- Norwegia
  - Król – Harald V, Królowie Norwegii (od 1991)
  - Premier – Erna Solberg, Premierzy Norwegii (2013–2021)

- Polska
  - Prezydent –
    1. Bronisław Komorowski, prezydenci Polski (2010–2015)
    2. Andrzej Duda, prezydenci Polski (od 2015)

  - Premier –
    1. Ewa Kopacz, Premierzy Polski (2014–2015)
    2. Beata Szydło, Premierzy Polski (2015–2017)

- Portugalia
  - Prezydent – Aníbal Cavaco Silva, prezydenci Portugalii (2006–2016)
  - Premier –
    1. Pedro Passos Coelho, Premierzy Portugalii (2011–2015)
    2. António Costa, Premierzy Portugalii (od 2015)

- Rosja
  - Prezydent – Władimir Putin, Prezydenci Rosji (od 2012)
  - Premier – Dmitrij Miedwiediew, Premierzy Rosji (2012–2020)

- Rumunia
  - Prezydent – Klaus Iohannis, Prezydenci Rumunii (od 2014)
  - Premier –
    1. Victor Ponta, Premierzy Rumunii (2012–2015)
    2. Gabriel Oprea, P.o. premiera Rumunii (2015)
    3. Victor Ponta, Premierzy Rumunii (2015)
    4. Sorin Cîmpeanu, P.o. premiera Rumunii (2015)
    5. Dacian Cioloș, Premierzy Rumunii (2015–2017)

- San Marino
  - Kapitanowie regenci –
    1. Gian Franco Terenzi i Guerrino Zanotti, Kapitanowie regenci San Marino (2014–2015)
    2. Andrea Belluzzi i Roberto Venturini, Kapitanowie regenci San Marino (2015)
    3. Lorella Stefanelli i Nicola Renzi, Kapitanowie regenci San Marino (2015–2016)

  - Szef rządu – Pasquale Valentini, Sekretarze Stanu do spraw Politycznych i Zagranicznych San Marino (2012–2016)

- Serbia
  - Prezydent – Tomislav Nikolić, Prezydenci Serbii (2012–2017)
  - Premier – Aleksandar Vučić, Premierzy Serbii (2014–2017)
  -  Kosowo (państwo częściowo uznawane pod zarządem ONZ)
    - Prezydent – Atifete Jahjaga, Prezydenci Kosowa (2011–2016)
    - Premier – Isa Mustafa, Premierzy Kosowa (2014–2017)
    - Specjalny Przedstawiciel –

    1. Farid Zarif, Specjalni Przedstawiciele Sekretarza Generalnego ONZ w Kosowie (2011–2015)
    2. Simona-Mirela Miculescu, P.o. specjalnego przedstawiciela Sekretarza Generalnego ONZ w Kosowie (2015)
    3. Zahir Tanin, Specjalni Przedstawiciele Sekretarza Generalnego ONZ w Kosowie (od 2015)

- Słowacja
  - Prezydent – Andrej Kiska, Prezydenci Słowacji (2014–2019)
  - Premier – Robert Fico, Premierzy Słowacji (2012–2018)

- Słowenia
  - Prezydent – Borut Pahor, Prezydenci Słowenii (2012–2022)
  - Premier – Miro Cerar, Premierzy Słowenii (2014–2018)

- Szwajcaria
  - Rada Związkowa – Doris Leuthard (od 2006), Eveline Widmer-Schlumpf (2008–2015), Ueli Maurer (od 2009), Didier Burkhalter (od 2009), Johann Schneider-Ammann (od 2010), Simonetta Sommaruga (od 2010, prezydent), Alain Berset (od 2012)

- Szwecja
  - Król – Karol XVI Gustaw, Królowie Szwecji (od 1973)
  - Premier – Stefan Löfven, Premierzy Szwecji (2014–2021)

- Ukraina
  - Prezydent – Petro Poroszenko, prezydenci Ukrainy (od 2014)
  - Premier – Arsenij Jaceniuk, Premierzy Ukrainy (2014–2016)
  -  Federacyjna Republika Noworosji
    - zawieszona 20 maja
    - Przewodniczący parlamentu – Oleg Cariow, Przewodniczący parlamentu Noworosji (2014–2015), w tym:
    -  Ługańska Republika Ludowa (państwo nieuznawane)
      - Głowa państwa – Igor Płotnicki, Przewodniczący Ługańskiej Republiki Ludowej (od 2014)
      - Premier –
        1. Giennadij Cypkałow, Premierzy Ługańskiej Republiki Ludowej (2014–2015)
        2. Siergiej Kozłow, Premierzy Ługańskiej Republiki Ludowej (od 2015)

    -  Doniecka Republika Ludowa (państwo nieuznawane)
      - Premier – Aleksandr Zacharczenko, Premierzy Donieckiej Republiki Ludowej (od 2014)

- Unia Europejska
  - Prezydencja Rady Unii Europejskiej –
    1. Łotwa (I – VI 2015)
    2. Luksemburg (VII – XII 2015)

  - Przewodniczący Rady Europejskiej – Donald Tusk (od 2014)
  - Przewodniczący Komisji Europejskiej – Jean-Claude Juncker (od 2014)
  - Przewodniczący Parlamentu Europejskiego – Martin Schulz (od 2014)
  - Wysoki przedstawiciel Unii do spraw zagranicznych i polityki bezpieczeństwa – Federica Mogherini (od 2014)

- Watykan
  - Papież – Franciszek, Suweren Państwa Miasto Watykan (od 2013)
  - Prezydent Gubernatoratu – Giuseppe Bertello, Prezydenci Papieskiej Komisji Państwa Watykańskiego (2011–2021)
  - Stolica Apostolska
    - Sekretarz stanu – Pietro Parolin, Sekretarze stanu Stolicy Apostolskiej (od 2013)

- Węgry
  - Prezydent – János Áder, Prezydent Węgier (2012–2022)
  - Premier – Viktor Orbán, Premierzy Węgier (od 2010)

- Wielka Brytania
  - Król – Elżbieta II, Królowie Zjednoczonego Królestwa (1952–2022)
  - Premier – David Cameron, Premierzy Wielkiej Brytanii (2010–2016)
  -  Wyspa Man (Dependencja korony brytyjskiej)
    - Gubernator porucznik – Adam Wood, Gubernatorzy porucznicy Wyspy Man (2011–2016)
    - Szef ministrów – Allan Bell, Premierzy Wyspy Man (2011–2016)

  -  Guernsey (Dependencja korony brytyjskiej)
    - Gubernator porucznik –

    1. Peter Walker, Gubernatorzy porucznicy Guernsey (2011–2015)
    2. Richard Collas, P.o. gubernatora porucznika Guernsey (2015–2016)

    - Baliw – Richard Collas, Baliwowie Guernsey (od 2012)
    - Szef ministrów – Jonathan Le Tocq, Szefowie ministrów Guernsey (2014–2016)

  -  Jersey (Dependencja korony brytyjskiej)
    - Gubernator porucznik – John McColl, Gubernatorzy porucznicy Jersey (2011–2016)
    - Baliw –
      1. Michael Birt, Baliwowie Jersey (2009–2015)
      2. William Bailhache, Baliwowie Jersey (od 2015)

    - Szef ministrów – Ian Gorst, Szefowie ministrów Jersey (od 2011)

  -  Gibraltar (terytorium zamorskie Wielkiej Brytanii)
    - Gubernator –
      1. James Dutton, Gubernatorzy Gibraltaru (2013–2015)
      2. Alison MacMillan, P.o. gubernatora Gibraltaru (2015–2016)

    - Szef ministrów – Fabian Picardo, Szefowie ministrów Gibraltaru (od 2011)

- Włochy
  - Prezydent –
    1. Giorgio Napolitano, Prezydenci Włoch (2006–2015)
    2. Pietro Grasso, P.o. prezydenta Włoch (2015)
    3. Sergio Mattarella, Prezydenci Włoch (od 2015)

  - Premier – Matteo Renzi, Premierzy Włoch (2014–2016)

## Ameryka Północna
- Anguilla (terytorium zamorskie Wielkiej Brytanii)
  - Gubernator – Christina Scott, Gubernatorzy Anguilli (od 2013)
  - Szef ministrów –
    1. Hubert Hughes, Szefowie ministrów Anguilli (2010–2015)
    2. Victor Banks, Szefowie ministrów Anguilli (od 2015)

- Antigua i Barbuda
  - Król – Elżbieta II, Królowie Antigui i Barbudy (1981–2022)
  - Gubernator generalny – Rodney Williams, Gubernatorzy generalni Antigui i Barbudy (od 2014)
  - Premier – Gaston Browne, Premierzy Antigui i Barbudy (od 2014)

- Aruba (samorządny kraj członkowski Królestwa Niderlandów)
  - Gubernator – Fredis Refunjol, Gubernatorzy Aruby (2004–2016)
  - Premier – Mike Eman, Premierzy Aruby (2009–2017)

- Bahamy
  - Król – Elżbieta II, Królowie Bahamów (1973–2022)
  - Gubernator generalny – Marguerite Pindling, Gubernatorzy generalni Bahamów (2014–2019)
  - Premier – Perry Christie, Premierzy Bahamów (2012–2017)

- Barbados
  - Król – Elżbieta II, Królowie Barbadosu (1966–2021)
  - Gubernator generalny – Elliot Belgrave, Gubernatorzy generalni Barbadosu (2012–2017)
  - Premier – Freundel Stuart, Premierzy Barbadosu (2010–2018)

- Belize
  - Król – Elżbieta II, Królowie Belize (1981–2022)
  - Gubernator generalny – Colville Young, Gubernatorzy generalni Belize (1993–2021)
  - Premier – Dean Barrow, Premierzy Belize (2008–2020)

- Bermudy (terytorium zamorskie Wielkiej Brytanii)
  - Gubernator – George Fergusson, Gubernatorzy Bermudów (2012–2016)
  - Premier – Michael Dunkley, Premierzy Bermudów (2014–2017)

- Brytyjskie Wyspy Dziewicze (terytorium zamorskie Wielkiej Brytanii)
  - Gubernator – John Duncan, Gubernatorzy Brytyjskich Wysp Dziewiczych (2014–2017)
  - Premier – Orlando Smith, Premierzy Brytyjskich Wysp Dziewiczych (od 2011)

- Curaçao (samorządny kraj członkowski Królestwa Niderlandów)
  - Gubernator – Lucille George-Wout, Gubernatorzy Curaçao (od 2013)
  - Premier –
    1. Ivar Asjes, Premierzy Curaçao (2013–2015)
    2. Bernard Whiteman, Premierzy Curaçao (2015–2016)

- Dominika
  - Prezydent – Charles Savarin, Prezydenci Dominiki (2013–2023)
  - Premier – Roosevelt Skerrit, Premierzy Dominiki (od 2004)

- Dominikana
  - Prezydent – Danilo Medina, Prezydenci Dominikany (2012–2020)

- Grenada
  - Król – Elżbieta II, Królowie Grenady (1974–2022)
  - Gubernator generalny – Cécile La Grenade, Gubernatorzy generalni Grenady (od 2013)
  - Premier – Keith Mitchell, Premierzy Grenady (od 2013)

- Grenlandia (autonomiczne terytorium Królestwa Danii)
  - Wysoki komisarz – Mikaela Engell, Wysocy komisarze Grenlandii (od 2011)
  - Premier – Kim Kielsen, Premierzy Grenlandii (2014–2021)

- Gwadelupa (departament zamorski Francji)
  - Prefekt – Jacques Billant, Prefekci Gwadelupy (2014–2017)
  - Przewodniczący Rady Regionalnej –
    1. Victorin Lurel, Przewodniczący Rady Regionalnej Gwadelupy (2014–2015)
    2. Ary Chalus, Przewodniczący Rady Regionalnej Gwadelupy (od 2015)

  - Przewodniczący Rady Generalnej – Jacques Gillot, Przewodniczący Rady Generalnej Gwadelupy (2001–2015) do 2 kwietnia
  - Przewodniczący Rady Departamentalnej – Josette Borel-Lincertin, Przewodniczący Rady Departamentalnej Gwadelupy (od 2015) od 2 kwietnia

- Gwatemala
  - Prezydent –
    1. Otto Pérez Molina, Prezydenci Gwatemali (2012–2015)
    2. Alejandro Maldonado Aguirre, Prezydenci Gwatemali (2015–2016)

- Haiti
  - Prezydent – Michel Martelly, Prezydenci Haiti (2011–2016)
  - Premier –
    1. Florence Duperval Guillaume, P.o. premiera Haiti (2014–2015)
    2. Evans Paul, Premierzy Haiti (2015–2016)

- Honduras
  - Prezydent – Juan Orlando Hernández, Prezydenci Hondurasu (2014–2022)

- Jamajka
  - Król – Elżbieta II, Królowie Jamajki (1962–2022)
  - Gubernator generalny – Patrick Linton Allen, Gubernatorzy generalni Jamajki (od 2009)
  - Premier – Portia Simpson-Miller, Premierzy Jamajki (2012–2016)

- Kajmany (terytorium zamorskie Wielkiej Brytanii)
  - Gubernator – Helen Kilpatrick, Gubernatorzy Kajmanów (od 2013)
  - Premier – Alden McLaughlin, Premierzy Kajmanów (od 2013)

- Kanada
  - Król – Elżbieta II, Królowie Kanady (1952–2022)
  - Gubernator generalny – David Lloyd Johnston, Gubernatorzy generalni Kanady (2010–2017)
  - Premier –
    1. Stephen Harper, Premierzy Kanady (2006–2015)
    2. Justin Trudeau, Premierzy Kanady (od 2015)

- Kostaryka
  - Prezydent – Luis Guillermo Solís, Prezydenci Kostaryki (od 2014)

- Kuba
  - Pierwszy sekretarz KPK – Raúl Castro, Pierwsi sekretarze Komunistycznej Partii Kuby (od 2011)
  - Przewodniczący Rady Państwa – Raúl Castro, Przewodniczący Rady Państwa Republiki Kuby (od 2008)
  - Premier – Raúl Castro, Premierzy Kuby (od 2008)

- Martynika (departament zamorski Francji)
  - Prefekt – Fabrice Rigoulet-Roze, Prefekci Martyniki (2014–2017)
  - Przewodniczący Rady Generalnej – Josette Manin, Przewodniczący Rady Generalnej Martyniki (2011–2015) do 18 grudnia
  - Przewodniczący Rady Wykonawczej Martyniki – Alfred Marie-Jeanne, Przewodniczący Rady Wykonawczej Martyniki (od 2015) od 18 grudnia
  - Przewodniczący Rady Regionalnej – Serge Letchimy, Przewodniczący Rady Regionalnej Martyniki (2010–2015) do 18 grudnia
  - Przewodniczący Zgromadzenia Martyniki – Claude Lise, Przewodniczący Zgromadzenia Martyniki (od 2015)od 18 grudnia

- Meksyk
  - Prezydent – Enrique Peña Nieto, Prezydenci Meksyku (od 2012)

- Montserrat (terytorium zamorskie Wielkiej Brytanii)
  - Gubernator –
    1. Adrian Davis, Gubernatorzy Montserratu (2011–2015)
    2. Alric Taylor, p.o. gubernatora Montserratu (2015)
    3. Elizabeth Carriere, Gubernatorzy Montserratu (2015–2018)

  - Premier – Donaldson Romeo, Premierzy Montserratu (od 2014)

- Nikaragua
  - Prezydent – Daniel Ortega, Prezydenci Nikaragui (od 2007)

- Panama
  - Prezydent – Juan Carlos Varela, Prezydenci Panamy (od 2014)

- Saint-Barthélemy (wspólnota zamorska Francji)
  - Prefekt –
    1. Philippe Chopin, Prefekci Saint-Martin (2011–2015)
    2. Anne Laubies, Prefekci Saint-Martin (od 2015)

  - Przewodniczący Rady Terytorialnej – Bruno Magras, Przewodniczący Rady Terytorialnej Saint Barthélemy (od 2007)

- Saint Kitts i Nevis
  - Król – Elżbieta II, Królowie Saint Kitts i Nevis (1983–2022)
  - Gubernator generalny –
    1. Edmund Lawrence, Gubernatorzy generalni Saint Kitts i Nevis (2013–2015)
    2. Samuel Weymouth Tapley Seaton, Gubernatorzy generalni Saint Kitts i Nevis (od 2015)

  - Premier –
    1. Denzil Douglas, Premierzy Saint Kitts i Nevis (1995–2015)
    2. Timothy Harris, Premierzy Saint Kitts i Nevis (od 2015)

- Saint Lucia
  - Król – Elżbieta II, Królowie Saint Lucia (1979–2022)
  - Gubernator generalny – Pearlette Louisy, Gubernatorzy generalni Saint Lucia (1997–2017)
  - Premier – Kenny Anthony, Premierzy Saint Lucia (2011–2016)

- Saint-Martin (wspólnota zamorska Francji)
  - Prefekt –
    1. Philippe Chopin, Prefekci Saint-Martin (2011–2015)
    2. Anne Laubies, Prefekci Saint-Martin (od 2015)

  - Przewodniczący Rady Terytorialnej – Aline Hanson, Przewodniczący Rady Terytorialnej Saint-Martin (2013–2017)

- Saint-Pierre i Miquelon (wspólnota zamorska Francji)
  - Prefekt – Jean-Christophe Bouvier, Prefekci Saint-Pierre i Miquelon (2014–2016)
  - Przewodniczący Rady Terytorialnej – Stéphane Artano, Przewodniczący Rady Terytorialnej Saint-Pierre i Miquelon (od 2006)

- Saint Vincent i Grenadyny
  - Król – Elżbieta II, Królowie Saint Vincent i Grenadyn (1979–2022)
  - Gubernator generalny – Frederick Ballantyne, Gubernatorzy generalni Saint Vincent i Grenadyn (od 2002)
  - Premier – Ralph Gonsalves, Premierzy Saint Vincent i Grenadyn (od 2001)

- Salwador
  - Prezydent – Salvador Sánchez Cerén, Prezydenci Salwadoru (od 2014)

- Sint Maarten (samorządny kraj członkowski Królestwa Niderlandów)
  - Gubernator – Eugene Holiday, Gubernatorzy Sint Maarten (od 2010)
  - Premier –
    1. Marcel Gumbs, Premierzy Sint Maarten (2014–2015)
    2. William Marlin, Premierzy Sint Maarten (od 2015)

- Stany Zjednoczone
  - Prezydent – Barack Obama, Prezydenci Stanów Zjednoczonych (2009–2017)
  -  Portoryko (Terytorium zorganizowane o statusie wspólnoty Stanów Zjednoczonych Ameryki)
    - Gubernator – Alejandro García Padilla, Gubernatorzy Portoryko (2013–2017)

  -  Wyspy Dziewicze Stanów Zjednoczonych (Nieinkorporowane terytorium zorganizowane Stanów Zjednoczonych Ameryki)
    - Gubernator –
      1. John de Jongh, Gubernatorzy Wysp Dziewiczych Stanów Zjednoczonych (2007–2015)
      2. Kenneth Mapp, Gubernatorzy Wysp Dziewiczych Stanów Zjednoczonych (od 2015)

- Trynidad i Tobago
  - Prezydent – Anthony Carmona, Prezydenci Trynidadu i Tobago (od 2013)
  - Premier –
    1. Kamla Persad-Bissessar, Premierzy Trynidadu i Tobago (2010–2015)
    2. Keith Rowley, Premierzy Trynidadu i Tobago (od 2015)

- Turks i Caicos (terytorium zamorskie Wielkiej Brytanii)
  - Gubernator – Peter Beckingham, Gubernatorzy Turks i Caicos (2013–2016)
  - Premier – Rufus Ewing, Premierzy Turks i Caicos (2012–2016)

## Ameryka Południowa
- Argentyna
  - Prezydent –
    1. Cristina Fernández de Kirchner, prezydenci Argentyny (2007–2015)
    2. Federico Pinedo, P.o. prezydenta Argentyny (2015)
    3. Mauricio Macri, prezydenci Argentyny (2015–2019)

- Boliwia
  - Prezydent – Evo Morales, Prezydenci Boliwii (2006–2019)

- Brazylia
  - Prezydent – Dilma Rousseff, Prezydenci Brazylii (2011–2016)

- Chile
  - Prezydent – Michelle Bachelet, Prezydenci Chile (2014–2018)

- Ekwador
  - Prezydent – Rafael Correa, Prezydenci Ekwadoru (2007–2017)

- Falklandy (terytorium zamorskie Wielkiej Brytanii)
  - Gubernator – Colin Roberts, Gubernatorzy Falklandów (2014–2017)
  - Szef Rady Wykonawczej – Keith Padgett, Szefowie Rady Wykonawczej Falklandów (2012–2016)

- Georgia Południowa i Sandwich Południowy (terytorium zamorskie Wielkiej Brytanii)
  - Komisarz – Colin Roberts, Komisarze Georgii Południowej i Sandwicha Południowego (od 2014)
  - Starszy naczelnik –
    1. Martin Collins, Starsi naczelnicy Georgii Południowej i Sandwicha Południowego (2009–2015)
    2. James Jansen, Starsi naczelnicy Georgii Południowej i Sandwicha Południowego (od 2015)

- Gujana
  - Prezydent –
    1. Donald Ramotar, Prezydenci Gujany (2011–2015)
    2. David Granger, Prezydenci Gujany (od 2015)

  - Premier –
    1. Samuel Hinds, Premierzy Gujany (1999–2015)
    2. Moses Nagamootoo, Premierzy Gujany (od 2015)

- Gujana Francuska (departament zamorski Francji)
  - Prefekt – Éric Spitz, Prefekci Gujany Francuskiej (2013–2016)
  - Przewodniczący Rady Generalnej – Alain Tien-Liong, Przewodniczący Rady Generalnej Gujany Francuskiej (2008–2015) do 18 grudnia
  - Przewodniczący Rady Regionalnej – Rodolphe Alexandre, Przewodniczący Rady Regionalnej Gujany Francuskiej (2010–2015) do 18 grudnia
  - Przewodniczący Zgromadzenia Gujany – Rodolphe Alexandre, Przewodniczący Zgromadzenia Gujany (od 2015) od 18 grudnia

- Kolumbia
  - Prezydent – Juan Manuel Santos, prezydenci Kolumbii (2010–2018)

- Paragwaj
  - Prezydent – Horacio Cartes, Prezydenci Paragwaju (2013–2018)

- Peru
  - Prezydent – Ollanta Humala, prezydenci Peru (2011–2016)
  - Premier –
    1. Ana Jara, Premierzy Peru (2014–2015)
    2. Pedro Cateriano, Premierzy Peru (2015–2016)

- Surinam
  - Prezydent – Dési Bouterse, Prezydenci Surinamu (2010–2020)

- Urugwaj
  - Prezydent –
    1. José Mujica, Prezydenci Urugwaju (2010–2015)
    2. Tabaré Vázquez, Prezydenci Urugwaju (2015–2020)

- Wenezuela
  - Prezydent – Nicolás Maduro, Prezydenci Wenezueli (od 2013)

## Australia i Oceania
- Australia
  - Król – Elżbieta II, Królowie Australii (1952–2022)
  - Gubernator generalny – Peter Cosgrove, Gubernatorzy generalni Australii (od 2014)
  - Premier –
    1. Tony Abbott, Premierzy Australii (2013–2015)
    2. Malcolm Turnbull, Premierzy Australii (od 2015)

  -  Wyspa Bożego Narodzenia (terytorium zewnętrzne Australii)
    - Administrator – Barry Haase, Administratorzy Wyspy Bożego Narodzenia (od 2014)
    - Przewodniczący Rady – Gordon Thomson, Przewodniczący Rady Wyspy Bożego Narodzenia (od 2013)

  -  Wyspy Kokosowe (terytorium zewnętrzne Australii)
    - Administrator – Barry Haase, Administratorzy Wysp Kokosowych (od 2014)
    - Przewodniczący Rady –

    1. Aindil Minkom, Przewodniczący Rady Wysp Kokosowych (2011–2015)
    2. Balmut Pirus, Przewodniczący Rady Wysp Kokosowych (od 2015)

  -  Norfolk (terytorium zewnętrzne Australii)
    - Administrator – Gary Hardgrave, Administratorzy Norfolku (2014–2017)
    - Szef ministrów – Lisle Denis Snell, Szefowie ministrów Norfolku (2013–2015)
    - Dyrektor Wykonawczy – Peter Gesling, Dyrektorzy wykonawczy Norfolku (od 2015)

- Fidżi
  - Prezydent –
    1. Epeli Nailatikau, Prezydenci Fidżi (2009–2015)
    2. Jioji Konrote, Prezydenci Fidżi (2015–2021)

  - Premier – Frank Bainimarama, Premierzy Fidżi (od 2007)

- Guam (nieinkorporowane terytorium zorganizowane Stanów Zjednoczonych Ameryki)
  - Gubernator – Eddie Calvo, Gubernatorzy Guamu (od 2011)

- Kiribati
  - Prezydent – Anote Tong, Prezydenci Kiribati (2003–2016)

- Mariany Północne (nieinkorporowane terytorium zorganizowane Stanów Zjednoczonych Ameryki)
  - Gubernator –
    1. Eloy Inos, Gubernatorzy Marianów Północnych (2013–2015)
    2. Ralph Torres, Gubernatorzy Marianów Północnych (od 2015)

- Mikronezja
  - Prezydent –
    1. Manny Mori, Prezydenci Mikronezji (2007–2015)
    2. Peter M. Christian, Prezydenci Mikronezji (od 2015)

- Nauru
  - Prezydent – Baron Waqa, Prezydenci Nauru (od 2013)

- Nowa Kaledonia (wspólnota sui generis Francji)
  - Wysoki komisarz – Vincent Bouvier, Wysocy Komisarze Nowej Kaledonii (2014–2016)
  - Przewodniczący rządu –
    1. Cynthia Ligeard, Przewodniczący rządu Nowej Kaledonii (2014–2015)
    2. Philippe Germain, Przewodniczący rządu Nowej Kaledonii (od 2015)

- Nowa Zelandia
  - Król – Elżbieta II, Królowie Nowej Zelandii (1952–2022)
  - Gubernator generalny – Jerry Mateparae, Gubernatorzy generalni Nowej Zelandii (2011–2016)
  - Premier – John Key, Premierzy Nowej Zelandii (2008–2016)
  -  Wyspy Cooka (terytorium stowarzyszone Nowej Zelandii)
    - Wysoki Komisarz –
      1. Aimeee Jephson, P.o. Wysokiego Komisarza Wysp Cooka (2014–2015)
      2. Nick Hurley, Wysocy Komisarze Wysp Cooka (od 2015)

    - Przedstawiciel Królowej – Tom Marsters, Przedstawiciele Królowej na Wyspach Cooka (od 2013)
    - Premier – Henry Puna, Premierzy Wysp Cooka (od 2010)

  -  Niue (terytorium stowarzyszone Nowej Zelandii)
    - Wysoki Komisarz – Ross Ardern, Wysocy Komisarze Niue (od 2014)
    - Premier – Toke Talagi, Premierzy Niue (od 2008)

  -  Tokelau (terytorium zależne Nowej Zelandii)
    - Administrator –
      1. Jonathan Kings, Administratorzy Tokelau (2011–2015)
      2. Linda Te Puni, P.o. Administratora Tokelau (2015–2016)

    - Szef rządu –
      1. Kuresa Nasau, Szefowie rządu Tokelau (2014–2015)
      2. Siopili Perez, Szefowie rządu Tokelau (2015–2016)

- Palau
  - Prezydent – Tommy Remengesau, Prezydenci Palau (od 2013)

- Papua-Nowa Gwinea
  - Król – Elżbieta II, Królowie Papui-Nowej Gwinei (1975–2022)
  - Gubernator generalny – Michael Ogio, Gubernatorzy generalni Papui-Nowej Gwinei (2010–2017)
  - Premier – Peter O’Neill, Premierzy Papui-Nowej Gwinei (od 2011)

- Pitcairn (terytorium zamorskie Wielkiej Brytanii)
  - Gubernator – Jonathan Sinclair, Gubernatorzy Pitcairn (od 2014)
  - Burmistrz – Shawn Christian, Burmistrzowie Pitcairn (od 2014)

- Polinezja Francuska (wspólnota zamorska Francji)
  - Wysoki Komisarz – Lionel Beffre, Wysocy komisarze Polinezji Francuskiej (2013–2016)
  - Prezydent – Édouard Fritch, Prezydenci Polinezji Francuskiej (od 2014)

- Samoa
  - Głowa państwa – Tupua Tamasese Tupuola Tufuga Efi, O le Ao o le Malo Samoa (2007–2017)
  - Premier – Tuilaʻepa Sailele Malielegaoi, Premierzy Samoa (od 1998)

- Samoa Amerykańskie (nieinkorporowane terytorium niezorganizowane Stanów Zjednoczonych Ameryki)
  - Gubernator – Lolo Matalasi Moliga, Gubernatorzy Samoa Amerykańskiego (od 2013)

- Tonga
  - Król – Tupou VI, Królowie Tonga (od 2012)
  - Premier – ʻAkilisi Pohiva, Premierzy Tonga (od 2014)

- Tuvalu
  - Król – Elżbieta II, Królowie Tuvalu (1978–2022)
  - Gubernator generalny – Iakoba Italeli, Gubernatorzy generalni Tuvalu (2010–2019)
  - Premier – Enele Sopoaga, Premierzy Tuvalu (od 2013)

- Vanuatu
  - Prezydent – Baldwin Lonsdale, Prezydenci Vanuatu (2014–2017)
  - Premier –
    1. Joe Natuman, Premierzy Vanuatu (2014–2015)
    2. Sato Kilman, Premierzy Vanuatu (2015–2016)

- Wallis i Futuna (wspólnota zamorska Francji)
  - Administrator –
    1. Michel Aubouin, Administratorzy Wallis i Futuny (2013–2015)
    2. Marcel Renouf, Administratorzy Wallis i Futuny (2015–2017)

  - Przewodniczący Zgromadzenia Terytorialnego – Mikaele Kulimoetoke, Przewodniczący Zgromadzenia Terytorialnego Wallis i Futuny (2014–2017)

- Wyspy Marshalla
  - Prezydent – Christopher Loeak, Prezydenci Wysp Marshalla (2012–2016)

- Wyspy Salomona
  - Król – Elżbieta II, Królowie Wysp Salomona (1978–2022)
  - Gubernator generalny – Frank Kabui, Gubernatorzy generalni Wysp Salomona (od 2009)
  - Premier – Manasseh Sogavare, Premierzy Wysp Salomona (2014–2017)